# パティ (歌手)
パティ（本名：パトリシア・アン・フィンク (Patricia Ann Fink)、1960年11月5日 - ）は、日本の元アイドル歌手、タレント、英会話講師。埼玉県入間市出身。

## 来歴・人物
アメリカ空軍ジョンソン基地配属軍人の父と、台東区浅草生まれの日本人の母タカハシ・ヒロコ（漢字不詳）の間に、埼玉県入間市で第一子として生まれる。沖縄県北中城村のクバサキ高校 (Kubasaki High School) 、宜野湾市のカデナ高校 (Kadena High School) を経て、1979年に横田基地内ヨコタ高校 (Yokota High School) を卒業する。1979年にキングレコード傘下セブンシーズ・レーベルから、1978年のマラソン映画『マイ・ライフ』（原題；See How She Runs）のサウンドトラック主題歌を日本限定で発売する。当時はパティ・フィンク名義を用いた。1980年2月5日に東芝EMI傘下イーストワールドレーベルから、パティとして「太陽のユートピア」を発売する。以後は日本語と英語に流暢な歌唱及び会話を特徴として活躍した。現在はローカルミュージシャンをバックに歌うことがあるが半ば引退状態で、米国フロリダ州タンパでチワワ2匹と暮らす。レイキ三段所有者。

## 音楽
日本テレビ系列のテレビドラマの主題歌を歌うことが多かった。商業施設でのプロモーションを多数こなす。
シングル
- マイ・ライフ／テイク・ザ・チャンス（1979年） ※パティ・フィンク名義[3]
- 太陽のユートピア（1980年） ※オリコン最高18位。売上13万枚。
  - 太陽のユートピア - 作詞：丹羽しげお&ケーシー・ランキン／作曲・編曲：木森敏之
  - 太陽のユートピア（インストゥルメンタル）
  - A面の「太陽のユートピア」は日本テレビ系スペシャルドラマ『太陽は沈まず 海よ!小さな戦士の歌を聞け』の主題歌として使用された[4]。
- この夢の果てまで（1980年） ※オリコン最高27位。売上8万枚。
  - この夢の果てまで - 作詞：東海林良&ケーシー・ランキン／作曲・編曲：木森敏之
  - 気まぐれにさよなら - 作詞：東海林良&ケーシー・ランキン／作曲・編曲：木森敏之
  - A面の「この夢の果てまで」は日本テレビ系テレビドラマ『黄金の犬』の主題歌として使用された[5]。
- 明日…咲く（1980年） ※オリコン最高29位。売上12.1万枚。
  - 明日…咲く - 作詞：三浦徳子／作曲：木森敏之／編曲：鈴木茂
  - 恋のエトランゼ - 作詞：丹羽しげお／作曲・編曲：木森敏之
  - A面の「明日…咲く」は日本テレビ系テレビドラマ『竹とんぼ』の主題歌として使用された。
- ブルー・マイ・ラヴ（1981年）
  - ブルー・マイ・ラヴ - 作詞：三浦徳子／作曲：筒美京平／編曲：戸塚修
  - 愛のカントリー・ソング - 作詞：三浦徳子／作曲：筒美京平／編曲：戸塚修
- 愛のコーヒー・ブレイク（1981年）[6]
  - 愛のコーヒー・ブレイク - 作詞：東海林良／作曲・編曲：木森敏之
  - 思い出のペンダント（季節の迷い子） - 作詞：丹羽喜子／作曲・編曲：藤崎良

アルバム
- マイ・ライフ（1979年、オリジナルサウンドトラック）
- ファー・アウェイ（1980年、売上0.8万枚、ジャケット2種類あり）
- セカンド・インプレッション（1981年）
- アイドル・ミラクルバイブルシリーズ パティ（2003年）

### 楽曲提供者
ジミー・ハスケル、ジョージ・J・メイヤー、木森敏之、東海林良、ケーシー・ランキン、鈴木茂、丹羽しげお、ジョン・スタンレー、竹田和夫、馬飼野康二、橘篤、井上大輔、大和圭太郎、三浦徳子、筒美京平、戸塚修、丹羽喜子、藤崎良、小坂由衣、森田公一、若草恵、和泉常寛

### オムニバス等
- アイドル・ヒストリーVol.2 東芝EMI篇《20世紀BEST》 -　明日…咲く
- アイドル・ベスト30 -　明日…咲く
- 筒美京平ウルトラ・ベスト・トラックス GIRLS POP 80's -  ブルー・マイ・ラヴ
- BOMB presents「永遠の'80蔵出しアイドル大集合!」 -　明日…咲く
- 昭和ドラマ・ヒッツ　- 明日…咲く
- ヤンメロ(3)アイドル篇　- 明日…咲く (初CD化)
- '81夏 総合演奏盤 - ブルー・マイ・ラヴ
- Beauty J-POP-EMI EDITION - この夢の果てまで
- アイドル・ヒット・パレード　Girls，Girls，Girls　- 愛のコーヒー・ブレイク
- 黄金の犬　サウンドトラック、DVD-BOX　- この夢の果てまで

## テレビ
- びっくり日本新記録（よみうりテレビ、司会は大野しげひさ）
番組内では、「パティー」と長音表記した。歴代アシスタント役と同様に優勝者にレイをかけ頬に接吻する役を務めた。
- カックラキン大放送!!（日本テレビ）
1981年1月9日、16日「明日…咲く」[7]、5月8日 「ブルー・マイ・ラヴ」
- レッツゴーヤング（NHK総合）
- 8時だョ!全員集合（TBS、学校コントなど、DVDに収録[8]）
- 紅白歌のベストテン（日本テレビ）
- ヤンヤン歌うスタジオ（テレビ東京）
- 紅白ピチピチ芸能人水泳大会（テレビ東京）

## ラジオ
- 文化放送、ラジオたんぱ 百万人の英語 - ハイディ矢野と共演で、従来にはない米語発音指導で人気番組であった。アメリカン・イングリッシュ道場と題されるこの番組に限り本名であるPatty Finkを名乗っていた。一般視聴者が参加し、ハイディ矢野に米語の発音で道場破りを挑んだ。
- TBSラジオ 夜はともだち 小朝のハッピートーク - 春風亭小朝の下ネタ誘導が多かった。
- ニッポン放送 明石家さんまのオールナイトニッポン
- ニッポン放送 NISSANナマ生ステーション・日本全国7時半! - 金曜パーソナリティー

## 雑誌
- 週刊プレイボーイ 1980年4月29日号 (No.18) ミニスカート
- 週刊プレイボーイ 1980年9月9日号 フレッシュ・シンガーBest10
- 週刊プレイボーイ 1980年12月9日号 (No.49) ビキニ
- 週刊プレイボーイ 1981年5月26日号 (No.22) パティ（ビキニ水着姿/両面折り込みピンナップ）[9]
- 週刊プレイボーイ 1983年1月18日号(No.04) ビキニ
- 週刊プレイボーイ特別編集　ギャルズ・メイト　'82
- DELUXEプレイボーイ 1982年8月1日号
- 週刊平凡パンチ 1981年3月2日号 (No.850) 表紙

### 撮影者
- 崎山健一郎

## 雑記
- ヨコタ高コンサートでソロを務めて過敏になり、音程を外さないように気をつけた[10][11]。
- 専属マネージャーがおらず、営業で苦労した。
- 現在も友人とカラオケに行くが、歌声がアデル調になっている[12]。花粉症に苦しむことがある。
- 不動産業と保険の免許有する、と本人は語る。
- 日本テレビ音楽祭金の鳩賞落選で納得いかない表情を見せた。
- 1982年スティクス来日時にインタビューの機会を得たが、大物スターを前に緊張してほとんど話が出来なかった[13]。
- 山口百恵に後ろのチャックを上げてもらい、西城秀樹や松田聖子と英語を練習し、サザンオールスターズメンバーの英語力に感心した。
- ワム!のジョージ・マイケルは、恥ずかしがり屋の印象を持った。
- 同じぐらいの背丈のマイケル・J・フォックスは、笑わせる面白い話が多かった。
- 町田市の鈴木楽器本店で握手サイン会を行う。
- 幼少の頃からお転婆で、カエル、蛇、トカゲ等が好きである[14]。
- 1994年に、日本アムウェイが招聘したダイアナ・ロスの東京ドームコンサートにマネージャーとして同行した。
- 好きなスポーツは体操[15]、バレーボール[16][17][18]、バスケットボールで、ヨコタ高時代はチアリーダーをしていて、[19][20][21]　明治大対ブリガムヤング大のハーフタイムショー、銀座通りパレードなどで演技をした。また、ホームカミング・アテンダントも務めた。[22][23][24]2015年時点でやってみたいスポーツはボクシング。
- 若い頃の趣味は油絵、スケッチ、料理で、特にケーキのデコレーションが得意だった。現在の趣味は、音楽とレイキ。
- 現役時好きな色は、茶系統や紅葉した赤の多い秋の色で、現在では明るい配色、特にピンクが好きである。
- EMI在籍時はマルチーズを飼っていた。
- 1977年頃、福生ゲート付近、ユースセンターとHaciendaとの間にあったアイスクリーム屋バスキン・ロビンスでアルバイトをしていた。（実妹談）
- 友人Patty Livelyの自宅で、オーディションを受けた。[25]
- 1990年代、オレゴン州ポートランドに妹と住んでいた。ちなみに妹はアイリーン・フィンクで、「百万人の英語」ではパティの後任を務めていた。